# Palladium (element)
Palladium is een scheikundig element met symbool Pd en atoomnummer 46. Het is een zilverwit overgangsmetaal.

## Ontdekking
Palladium is in 1803 ontdekt door William Hyde Wollaston tijdens het onderzoeken van ruw platina-erts uit Zuid-Amerika.
Palladium is vernoemd naar de in 1802 ontdekte planetoïde Pallas, die op haar beurt weer is vernoemd naar de Griekse godin Pallas Athena.

## Toepassingen
Als poeder is palladium een goede katalysator en wordt het gebruikt in hydrogenerings- en dehydrogeneringsreacties; ook wordt het gebruikt bij het opwerken van petroleum in raffinaderijen. Als legering wordt het gebruikt in sieraden. Andere toepassingen:
- In katalysatoren van voertuigen, vanwege de goede hittebestendigheid en trage corrosie.
- Waterstof diffundeert makkelijk door verhit palladium, een eigenschap die wordt gebruikt om het gas te zuiveren.[1]
- In de organische chemie wordt palladium gebruikt als katalysator voor allerhande koppelingsreacties zoals de Kumada-reactie, Negishi-reactie, Stille-reactie, Suzuki-reactie, Hyama reactie, Sonogashira-reactie, Heck-reactie, het Wacker-proces en de Buchwald-Hartwig aminering.
- Witgoud is een legering van goud die is ontkleurd door de toevoeging van palladium.[1] Ook puur palladium wordt gebruikt om sieraden van te maken.
- Net als goud kan palladium tot een zeer dunne laag worden geslagen (0,1 µm).[1]
- In de tandheelkunde, in horloges, vliegtuigbougies en in de productie van chirurgische instrumenten en elektrische schakelingen.
- Omdat het grote hoeveelheden waterstofgas kan absorberen die het bij verhoogde temperatuur weer vrijlaat, is palladium mogelijk bruikbaar als opslagmedium in brandstofcellen.
- De palladium-waterstofelektrode.

## Opmerkelijke eigenschappen
Palladium is een zacht zilverwit metaal dat chemisch gezien op platina lijkt; het reageert niet met zuurstof uit de lucht. Het heeft de laagste dichtheid en het laagste smeltpunt van de metalen uit de platinagroep. Het is zacht en makkelijk bewerkbaar bij verwarming terwijl de sterkte en hardheid sterk toenemen bij lagere temperatuur. Palladium reageert sterk met zwavelzuur en salpeterzuur maar het lost slechts langzaam op in zoutzuur.
Het metaal heeft de ongewone eigenschap dat het tot 900 maal zijn eigen volume aan waterstof kan opnemen bij kamertemperatuur, een eigenschap die het zeer geschikt maakt voor industriële hydrogeneringsreacties. Vermoed wordt dat er {\displaystyle {\ce {Pd2H}}} wordt gevormd, maar dit is tot nu toe speculatie.
Bekende oxidatietoestanden van palladium zijn +2, +3 en +4. Recent zijn palladiumverbindingen gemaakt waar palladium een oxidatiestaat +6 heeft.

## Verschijning
Palladium wordt meestal als ongebonden metaal gewonnen als bijproduct uit koper en nikkelertsen. Ook wordt het in de aardkorst aangetroffen in legeringen met goud en platina. De belangrijkste wingebieden liggen in Rusland (bij Norilsk), Zuid-Afrika, Canada, Verenigde Staten (VS) en Zimbabwe. De productie in 2019 was als volgt: Rusland 98 ton, Zuid-Afrika 81 ton, Canada 20 ton, VS 14 ton en het wereld totaal kwam uit op 227 ton. Naast de mijnbouw is recycling ook een belangrijke bron. In 2020 werd zo'n 102 ton palladium (inclusief platina) gewonnen uit schroot. Hiervan was 57 ton afkomstig uit katalysatoren van voertuigen in de Verenigde Staten.
De drie grootste mijnbouwbedrijven die palladium produceren zijn Nornikel, Impala Platinum en Anglo American Platinum. In 2020 was het Russische Nornikel veruit de grootste aanbieder met een wereldwijd marktaandeel van 44%. Impala en Anglo American hebben allebei een aandeel van zo'n 15% en deze drie leveren tezamen bijna driekwart van alle palladium. In 2020 lag het wereldwijde gebruik van palladium op 302 ton (2019: 345 ton), hiervan ging iets meer dan 80% naar katalysatoren van voertuigen. In het gebruik wordt voor twee derde voorzien uit de mijnen en de rest is afkomstig uit recycling.

## Isotopen
| Stabielste isotopen | Stabielste isotopen | Stabielste isotopen      | Stabielste isotopen      | Stabielste isotopen      | Stabielste isotopen      |
| Iso                 | RA (%)              | Halveringstijd           | VV                       | VE (MeV)                 | VP                       |
| ------------------- | ------------------- | ------------------------ | ------------------------ | ------------------------ | ------------------------ |
| 102Pd               | 1,02                | stabiel met 56 neutronen | stabiel met 56 neutronen | stabiel met 56 neutronen | stabiel met 56 neutronen |
| 103Pd               | syn                 | 16,991 d                 | EV                       | 0,543                    | 103Rh                    |
| 104Pd               | 11,14               | stabiel met 58 neutronen | stabiel met 58 neutronen | stabiel met 58 neutronen | stabiel met 58 neutronen |
| 105Pd               | 22,33               | stabiel met 59 neutronen | stabiel met 59 neutronen | stabiel met 59 neutronen | stabiel met 59 neutronen |
| 106Pd               | 27,33               | stabiel met 60 neutronen | stabiel met 60 neutronen | stabiel met 60 neutronen | stabiel met 60 neutronen |
| 107Pd               | syn                 | 6,5·106 j                | β−                       | 1,511                    | 107Ag                    |
| 108Pd               | 26,46               | stabiel met 62 neutronen | stabiel met 62 neutronen | stabiel met 62 neutronen | stabiel met 62 neutronen |
| 110Pd               | 11,72               | stabiel met 64 neutronen | stabiel met 64 neutronen | stabiel met 64 neutronen | stabiel met 64 neutronen |

In de natuur worden zes stabiele palladium isotopen aangetroffen. De meest stabiele radio-isotoop is 107Pd met een halveringstijd van enkele miljoenen jaren. De andere radioactieve isotopen hebben halveringstijden in de orde van dagen.

## Toxicologie en veiligheid
Palladium zelf is ongevaarlijk, maar palladiumverbindingen moeten als giftig en kankerverwekkend beschouwd worden.

## Handel en belegging
Palladium is een kostbaar edelmetaal. Op de internationale goederenmarkten wordt de prijs uitgedrukt in Amerikaanse dollars per troy ounce (iets meer dan 31,1 gram). 
|                | 1995 | 2010 | 2015 | 2016 | 2017 | 2018 | 2019 | 2020 |
| -------------- | ---- | ---- | ---- | ---- | ---- | ---- | ---- | ---- |
| Palladiumprijs | 153  | 531  | 695  | 617  | 874  | 1035 | 1544 | 2100 |